# موزة آل مكتوم
موزة بنت مروان بن محمد بن حشر آل مكتوم، من مواليد دبي عام 1996، هي أول امرأة من الأسرة الحاكمة بدبي تشغل مهنة طيار في شركة طيران الإمارات، حققت رقماً قياسياً ودخلت موسوعة غينيس عبر وقوفها على جناح الطائرة في عام 2013.

## حياتها
درست موزة في مدرسة لطيفة للبنات في دبي، وألتحقت بأكاديمية أكسفورد للطيران وتخرجت كأصغر طالبة في صفها، وفي عام 2015 أصبحت أول امرأة تشغل مهنة الطيار في طيران الإمارات من الأسرة الحاكمة بدبي، وأصبحت ملازم أول طيار في شرطة دبي في عام 2019، أسست جمعية المرأة في الطيران (شيهانة) لتقديم الدعم للمرأة، ورفع مستوى الوعي بالفرص المتاحة في عدد من المجالات، وفي مايو 2022، أصبحت أول امرأة تحلق بطائرة من طراز (تيلتروتو AW609) ذات الأجنحة الدوارة، في المقر الرئيسي لشركة ليوناردو المتخصصة في صناعة الطائرات بولاية فيلادلفيا الأميركية.